# أمادو بويرو
أمادو بويرو (بالإسبانية: Amadou Boiro)‏ هو لاعب كرة قدم إسباني في مركز الوسط، ولد في 15 ديسمبر 1995 في زيغينشور في السنغال، وتوفي في 30 يونيو 2019 في تركيا. لعب مع خيمناستيك طركونة.

## وصلات خارجية
- أمادو بويرو على موقع قاعدة بيانات كرة القدم.إي يو (الإنجليزية)
- أمادو بويرو على موقع Soccerway.com (الإنجليزية)
- أمادو بويرو على موقع AS.com (الإسبانية)